# 長浜藤夫
長浜 藤夫（ながはま ふじお、1910年11月27日 - 1983年8月1日）は、日本の俳優。長濱 藤夫と表記されることもある。本名は竹村 時之（たけむら ときゆき）。

## 来歴・人物
1910年（明治43年）11月27日、石川県金沢市千日町に生まれる。旧制麻布中学校を経て東京高等造園学校（1942年消滅、東京農業大学造園学科の前身）を卒業。
1931年（昭和6年）、新興劇協会に入り、久保栄（1900年 - 1958年）が演出を務めた舞台『青酸加里』で初舞台を踏み、新劇俳優として活躍する。1934年（昭和9年）、山田耕筰（1886年 - 1965年）が主宰する楽劇金曜会、1937年（昭和11年）には新築地劇団、1942年（昭和17年）には瑞穂劇団へ転々とした。この間、映画にも出演しており、初出演作品は1935年（昭和10年）公開の成瀬巳喜男監督映画『妻よ薔薇のやうに』である。また、戦中から戦後にかけては東宝移動演劇隊（後の東宝演劇部）に所属しており、1947年（昭和22年）には東宝と専属契約を結び、黒澤明監督の『生きる』などに出演した。
1950年（昭和25年）、東宝争議解決後は夏川静江、石黒達也等と共に東京ラジオ・グループを結成。後にNHKと契約し、その傍らで1958年（昭和33年）に放映された『バス通り裏』などのテレビドラマにも多く出演した。1968年（昭和43年）、劇団民藝に所属し、『家族展覧会』などの舞台に出演した。ひょうきんな味わいを持つ脇役として知られ、以後もテレビドラマや映画にも積極的に出演した。
1983年（昭和58年）8月1日、死去、満72歳没。

## 出演作品

### 映画
- 妻よ薔薇のやうに（1935年、P.C.L）
- 彦六なぐらる（1940年、南旺）- 鉄造
- 流旅の人々（1941年、東宝）- 土木
- 女学生記（1941年、東京発声）
- 三代の盃（1942年、大映）
- 英国崩るるの日（1942年、大映）- 運動部長
- 陸軍（1944年、松竹）- 藤田謙朴
- 女優（1947年、東宝）
- 新馬鹿時代（1947年、東宝）- 巡査矢田
- 戦争と平和（1947年、東宝）
- 鶴と子供たち（1948年、東宝）- 商店のおじさん
- 青い山脈（1949年、東宝）- 易者
- 斬られの仙太（1949年、東宝）- 茂七
- 野良犬（1949年、東宝）- さくらホテルの支配人
- 地獄の貴婦人（1949年、東宝）
- ジャコ萬と鉄（1949年、東宝）
- 角兵衛少年と天狗騒動（1950年、新東宝）
- 女の四季（1950年、東宝）
- 与太者と天使（1950年、東宝）
- 石中先生行状記（1950年、東宝）- 風呂屋の親父
- 白い野獣（1950年、東宝）- 吉村
- 暁の追跡（1950年、東宝）- 舟木
- 完結佐々木小次郎 巌流島決闘（1951年、東宝）- 内膳用人
- 結婚行進曲（1951年、東宝）- 須鼻さん
- 運命（1951年、東宝）- 神主
- 赤道祭（1951年、東宝）- 千葉浩助
- 舞姫（1951年、東宝）- 編集長
- 戦国無頼（1952年、東宝）
- 足にさわった女（1952年、東宝）
- 慶安秘帖（1952年、東宝）- 捕えられた浪人
- 生きる（1952年、東宝）- 下水課職員
- 総理大臣の恋文（1953年、東宝）- 首相秘書
- 夜の終り（1953年、東宝）- 常子の夫山本
- モンテンルパ 望郷の歌（1953年、大映）- 吉田
- 人間の壁（1959年、山本プロ）- 北見先生
- お琴と佐助（1961年、大映）- 新助
- かあさん長生きしてね（1962年、松竹） - 政
- 非行少年（1964年、日活）- 沖山
- 河内フーテン族（1968年、東宝）- 養父
- スクラップ集団（1968年、松竹）
- 激動の昭和史 軍閥（1970年、東宝）
- 雨は知っていた（1971年、東宝）- 夜警の男
- 男の花道（1971年、東宝）- 助
- 人間であるために（1974年）- 安田
- 不毛地帯（1976年、東宝）- 資料室主任
- あゝ野麦峠（1979年、東宝）- 山安の守衛
- わるいやつら（1980年、松竹）

### テレビドラマ
- のみのかごぬけ（1952年、NHK）
- 礫茂左衛門（1953年、NHK）- 百姓佐平
- よい子の遊園地 大きくなったら（1953年、NHK）- 先生
- ミュージカルショゥ (NHK)
  - 街角 ドンキークラブ（1953年）
  - 人魚物語（1953年）- その祖父
- 三人の旅役者と代官様[4]（1953年、NHK）
- 不漁期（1953年、NHK）- 千太
- テレビ劇場 (NHK)
  - 金魚繚乱（1958年）
  - 風吹きすさみ（1959年）
  - ある高校生の死（1959年）
  - 山吹の歌（1961年）
  - 凌霜隊（1962年）
- 私だけが知っている (NHK)
  - ミイラの呪い（1958年）
  - 春雷（1959年）
  - 女社長の死（1959年）
  - 地面師（1960年）
  - 港町（1960年）
  - 集会（1961年）
  - 狐と狸（1961年）
  - 乾杯（1961年）
- バス通り裏 (NHK)
- お好み日曜座 生き返った石松（1959年、NHK）
- ステージアルバム (NHK)
  - 娘の決闘（1960年）
  - 白夜（1960年）- かつら屋
- 松本清張シリーズ・黒の組曲 第10話「空白の意匠」（1962年、NHK）- 専務
- 文芸劇場 (NHK)
  - 第38話「花はつよし」（1962年）
  - 第44話「人それぞれに」（1962年）
- テレビ指定席 (NHK)
  - うちのにいちゃん（1962年）
  - 僕は歌わない（1963年）
  - 親友（1963年）
  - 隧道（1963年）
  - わが一高時代の犯罪（1966年）
- 浪曲ドラマ 曲師一代桃中軒雲右衛門（1963年）- 松月
- NHK大河ドラマ (NHK)
  - 赤穂浪士（1964年）- 矢頭長助
  - 国盗り物語（1973年）- 津田大炊
  - 花神（1977年）- 久世広周
- 風雪 (NHK)
  - 万民・億民・兆民（1964年）- 兆民の師
  - たばこ戦争（1965年）- 岩谷の支配人山本
- NHK劇場 当選率1%（1965年、NHK）
- 連続テレビ小説 たまゆら（1965年 - 1966年、NHK）- すみ子の父
- 木下恵介アワー（TBS）
  - もがり笛（1967年）- 大滝彦太郎（牧場の主人）
  - おやじ太鼓（1968年）- 六さん
  - 兄弟（1969年）- 山村澄子の父親
  - 二人の世界（1970年）- 父武治
  - たんとんとん（1971年）- 松田
  - 太陽の涙（1971年 - 1972年）- 及川勝也
- 東芝日曜劇場 第718話「釣忍」（1967年、TBS）
- 鬼平犯科帳 第45話「夜鷹殺し」（1970年、NET / 東宝）- 川田長兵衛
- 水戸黄門 (TBS / C.A.L)
  - 第3部
    - 第20話「帰ってきた男 -土佐-」（1972年）- 二葉屋の主人

  - 第4部
    - 第4話「鬼と呼ばれた娘 -三国峠-」（1973年）- 直助
    - 第31話「仇討無用 -日光-」（1973年）- 治助

  - 第5部
    - 第1話「水戸黄門 -江戸-」（1974年）- 鰻屋の亭主
    - 第12話「討たれに来た男 -京都-」（1974年）- 有村宗左衛門

  - 第6部
    - 第9話「偽黄門さまの助太刀 -福岡-」（1975年）- 久兵衛
    - 第18話「紙を喰う虫 ‐高知‐」（1975年）- 清吉

  - 第7部 第26話「馬にひかれて善光寺 -長野-」（1976年）- そば屋の親爺
- 太陽にほえろ! (NTV)
  - 第104話「葬送曲」（1974年）- 杉本定吉
  - 第125話「友達」（1974年）- 若葉荘大家
  - 第178話「リスと刑事」（1975年）- ラーメン屋台の店主
- 大江戸捜査網 第223話「隠密同心 一番長い日」（1975年、12ch）- 茂兵衛
- 大岡越前 第4部 第17話「友情」（1974年、TBS）- 相模屋番頭
- 破れ傘刀舟悪人狩り 第41話「殺しの報酬」（1975年、NET）- 佐兵衛
- 江戸を斬るII - 江戸を斬るIII（1975年 - 1977年）- 彦兵衛
- 特別機動捜査隊 第788話「無情の風に散る」（1976年、NET）- 川上啓吉
- 特捜最前線 (ANB)
  - 第3話「禁じられた愛の詩」（1977年）- 善蔵
  - 第10話「母・その愛の標的」（1977年）- 善蔵
  - 第170話「ビーフシチューを売る刑事!」（1980年）
- 日本巌窟王 第11話「孤剣闇を斬る」（1979年、NHK）- 小谷宗庵

### 舞台
- 土（1939年、新築地劇団）- 村の男
- 海援隊（1939年、新築地劇団）- 三吉慎蔵
- 鷹と怪盗（1958年、東京宝塚劇場）- 易者洪斉
- ジーン・ブロディの青春の記（1969年、民藝）
- 審判 神と人とのあいだ（1970年、民藝）
- 星の牧場（1971年、民藝）
- もうひとつの歴史（1971年、民藝）
- 48才の花嫁さん（1971年、民藝）
- 赤ひげ（1974年、民藝）
- FS-6工作菅生事件（1976年、民藝）
- 七人みさき（1976年、民藝）
- わが家は楽園（1977年、民藝）
- 家族展覧会（1979年、民藝）
- 嬰児殺し（1980年、民藝）
- 日の出（1981年、民藝）

### ラジオドラマ
- 灰色の部屋 (NHK)
  - 旅絵師（1951年）
  - 初春狸合戦（1952年）
  - みささぎ盗賊（1952年）
  - 猿（1953年）
- 忘れてよいものか（1964年、NHK）
- 僕は彼のことが心配なのだ（1965年、NHK）
- 極北の犬トヨン（1969年、NHK）

### 吹き替え
- 海底大戦争 スティングレイ 第10話「深海の人質」（1964年、フジテレビ）- カーソン提督
- サンダーバード（1965年 - 1966年、NHK）- コーダ医師